# Linia kolejowa nr 916
Linia kolejowa nr 916 – niezelektryfikowana, jednotorowa linia kolejowa łącząca stację Siemianówka ze stacją towarową Wiącków.